# Wild Romance (film)
Wild Romance is een Nederlandse speelfilm uit 2006 over het leven van Herman Brood. Eerder verschenen al de speelfilm Cha Cha (1979) en de documentaire Rock 'n' Roll Junkie (1994).
De film ging in première op de dag dat Brood 60 zou zijn geworden (5 november 2006). Het verhaal draait vooral om de beginperiode, tot het succes van Broods elpee Shpritsz. Shpritsz zou ook oorspronkelijk de titel van de film worden. Vooral Broods relatie tot Koos van Dijk wordt belicht en verder zijn relaties met zijn band Wild Romance , de mannen van de Amerikaanse platenmaatschappij en met Nina Hagen.

## Verhaal
Wild Romance begint in 2001, wanneer Brood een afscheidsbriefje schrijft en zich daarna naar het dak van het Hilton hotel begeeft; eenmaal op het dak aarzelt hij te springen en vervolgens dwarrelt zijn hoed naar beneden. Hierna gaat de film 30 jaar terug in de tijd, naar de succesperiode 1974-1979. Het is 1976 als Brood uit zijn band Cuby and the Blizzards wordt gezet. Brood, die al flink onder de invloed van drugs verkeert, heeft geen cent te makken, maar wordt in de stad Groningen benaderd door café-eigenaar Koos van Dijk en krijgt al gauw een optreden in zijn café in Winschoten waar  Koos onder de indruk van hem raakt. Brood weet een eigen band samen te stellen, genaamd Herman Brood and His Wild Romance, en onder de bezielende leiding van manager Van Dijk weten ze diverse zalen in binnen- en buitenland plat te krijgen, zeker na de verschijning van de elpee Shpritsz met de succesvolle hitsingle Saturday Night. De mannen maken ook nog een korte tournee door Amerika in 1979.
Citaat: Wanneer Brood en zijn band worden gecontroleerd op drugsgebruik door Duitse douaniers, zegt Brood tegen Van Dijk: "Dat is geen rock-'n-roll, een mof in je hol".

## Rolbezetting
- Daniël Boissevain - Herman Brood
- Marcel Hensema - Koos van Dijk
- Karina Smulders - Nina Hagen
- Joke Tjalsma - moeder van Herman
- Margje Wittermans - Ria van Dijk
- Maarten Rischen - Dany Lademacher
- Helge Slikker - Freddie van Kampen
- Joop Bonekamp - Cees Meerman
- Andy Nyman - Leo Leitner
- George Rossi - Bruce McFadden

## Prijzen en nominaties
- Boissevain won voor zijn rol de Rembrandt Award voor beste acteur van 2007.
- Hensema won voor zijn rol het Gouden Kalf voor beste acteur van 2007.
- Gouden Ui 2007 voor grootste flop.